# Кортацоне
Кортацо̀не (на италиански: Cortazzone; на пиемонтски: Cortasson, Кортасон) е село и община в Северна Италия, провинция Асти, регион Пиемонт. Разположено е на 225 m надморска височина. Населението на общината е 658 души (към 2014 г.).